# 3685 Дердені
3685 Дердені (3685 Derdenye) — астероїд головного поясу, відкритий 1 березня 1981 року.
Тіссеранів параметр щодо Юпітера — 3,312.